# 松原经济技术开发区
松原经济技术开发区是中华人民共和国吉林省松原市宁江区下辖的一个类似乡级单位。

## 行政区划
下辖以下地区：
新天地社区。